# 角弥太郎
角 弥太郎（角 彌太郎、かど やたろう、1870年〈明治3年〉 - 1967年〈昭和42年〉）は、日本の実業家。日立鉱山の初代庶務課長および同第4代所長を歴任し、日立鉱山の煙害問題に取り組んだ。息子は洋画家の角浩。孫は角章。

## 人物
1870年（明治3年）、広島県芦品郡木野山村（合併後は大正村、現・府中市木野山町) に生まれた。17歳で大正村の収入役、法曹界を志して和仏法律学校（現・法政大学）に入学し、卒業後は宮内省御料局に勤務した。
1900年（明治33年）、上司より小坂鉱山からの求人依頼を受けたが適任者が見つからず、裁判官になる夢を捨てて自ら小坂に赴き庶務課助役として勤務した。1907年（明治40年）、久原鉱業所に入社し、日立鉱山に移り、初代庶務課長（後に第4代所長に就任）に着任した。
角は、日立鉱山から出る亜硫酸ガスによる煙害対策のため、地元との共存共栄を理想として交渉に臨み、日本では初めてと言われる「公害」の問題解決にあたった。1920年（大正9年）日立製作所創設時、取締役に就任。
退職後は広島に移り、1944年（昭和19年）戦火を避けて大正村に帰郷し、村に講堂を私財で寄付するなど地域の発展に大きく貢献した。茨城県日立市高鈴町諏訪台にある桜塚にその名が刻まれている。